# Kourinion

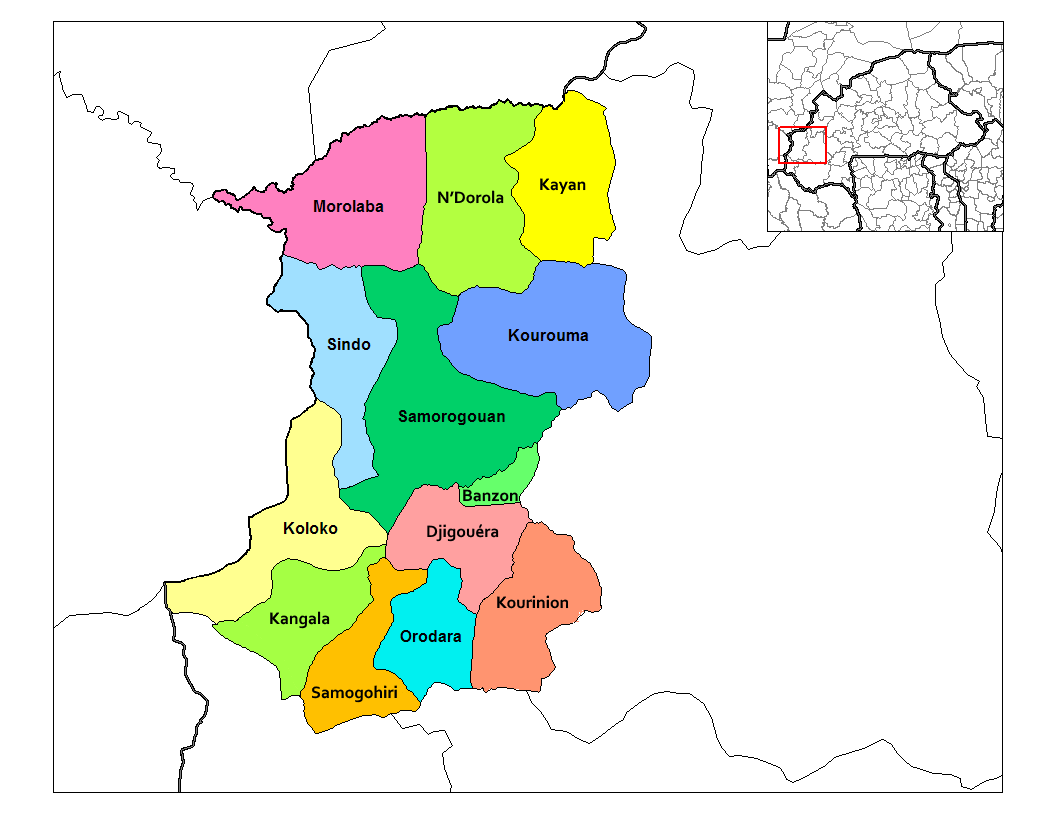
Karte der Departements in der Provinz Kénédougou, Burkina Faso.

Kourinion ist sowohl eine Gemeinde (französisch commune rurale) als auch ein dasselbe Gebiet umfassendes Departement im westafrikanischen Staat Burkina Faso, in der Region Hauts-Bassins und der Provinz Kénédougou. Die Gemeinde hat 13.990 Einwohner.